# 湿式精錬
湿式精錬（しっしきせいれん、en:hydrometallurgy）は金属精錬に液体を使う技術の総称。
伝統的な熱による精錬を乾式精錬と呼び区別する場合の対語。
鉱石やスクラップなど再生素材を加熱溶解させる替わりに、酸やアルカリ水溶液中でイオンとして溶出、濃縮、精製する。
鉱石の溶錬のほか、破砕や選鉱も不要な場合もあるため特に銅で普及しつつある。
水溶液からの固体回収は電気分解（電解採取）が主で、ほかに結晶化や難溶性塩の形成
（シアン化合物を用いた金・銀の青化法が代表的）などにより沈殿分離される。
バクテリアを利用して、鉱脈から直接回収する研究もなされている。

## 種類
以下に、大まかな分類を示す。
- 沈殿分離法：砂金を採取するパンニング皿のように比重を利用した手法
- 浸出法：酸・アルカリ・水などに金属を浸出させ金属を取り出す手法
- 溶媒抽出法：水溶液に溶かした金属を、水溶液と混ざらず目的の金属を取り込み易い溶媒と撹拌し、目的の金属の純度を上げる手法
- イオン交換樹脂法：水溶液をイオン交換膜を通過させ分離する手法
- 金属化合物採取法：水溶液中に還元剤やイオン化傾向の違う金属を投入し析出させる手法